# Thymus ladjanuricus
Thymus ladjanuricus — вид рослин родини глухокропивові (Lamiaceae), ендемік Грузії.

## Опис
Килимотвірна рослина з численними довгими стеблами (50 см), деревна на основі. Листки від еліптично-лопатчастих до вузько-лінійних, 10–20 x 3.5–5 мм. Суцвіття приблизно кулясті, з довгими листкоподібними приквітками. Чашечка трубчасто-дзвоноподібна, з верхньою губою глибоко розділеною, зубці довговійчасті. Віночок 6–7 мм завдовжки, вузькотрубний, рожевий. 
Засухостійкий. Як правило, вічнозелене в регіонах без морозів.

## Поширення
Ендемік Грузії.
Зростає на скелястих місцях, осипах.